# Sankt Andrä am Zicksee
Sankt Andrä am Zicksee è un comune austriaco di 1 365 abitanti nel distretto di Neusiedl am See, in Burgenland; ha lo status di comune mercato (Marktgemeinde).